# Ungerndorf (Gemeinde Laa)
Ungerndorf ist eine Ortschaft und eine Katastralgemeinde in der Stadtgemeinde Laa an der Thaya in Niederösterreich.

## Geographie
Die Ortschaft liegt südlich von Laa an der Thaya zwischen Altenmarkt und Hagendorf am Südrand der Laaer Bucht.

## Geschichte
Der Ort wurde zwischen 907 und 955 im Zuge der Ungarneinfälle gegründet, nachdem diese 907 in der Schlacht von Pressburg das ostfränkische Heer besiegt hatten und danach auch das Land übernahmen. Im Jahr 955 wurden die Ungarn in der Schlacht auf dem Lechfeld geschlagen und zurückgedrängt.
Die erste urkundliche Erwähnung von „Ungerndorf“ erfolgte im Jahr 1304. Aufgrund seiner strategisch günstigen Position wurde der Ort in den Hussitenkriegen, im Dreißigjährigen Krieg und auch beim Marsch auf Wien im Jahr 1866 durch die Preußen belagert.
Laut Adressbuch von Österreich waren im Jahr 1938 in der Ortsgemeinde Ungerndorf ein Gastwirt, zwei Gemischtwarenhändler, ein Schmied, zwei Schuster und mehrere Landwirte ansässig.
In den letzten Tagen des Zweiten Weltkriegs, am 19. April 1945, fanden in Ungerndorf heftige Gefechte statt, wobei über 20 russische und zwei deutsche Panzer abgeschossen wurden und Ungerndorf von den Russen geplündert und größtenteils niedergebrannt wurde.